# Leptanilla morimotoi
Leptanilla morimotoi is een mierensoort uit de onderfamilie van de Leptanillinae. De wetenschappelijke naam van de soort is voor het eerst geldig gepubliceerd in 1960 door Yasumatsu.